# Lucky Cannon
Lucky Cannon, właśc. Jonathan David "Jon" Emminger (ur. 8 listopada 1983) - zawodowy wrestler, znany lepiej z ringowego imienia jako Johnny Prime i Lucky Cannon. Podpisał kontrakt z WWE jako Lucky Cannon, pojawia się też w Florida Championship Wrestling. Brał udział w 2 sezonie NXT, oraz 5 sezonie NXT Redemption.

## Osiągnięcia
- Florida Championship Wrestling
  - FCW Florida Heavyweight Championship (1 raz)